# L'Espoir II
L'Espoir II ou Espoir II (en allemand, Die Hoffnung II) est une peinture du peintre autrichien Gustav Klimt, réalisée en 1907–08. C'était la deuxième œuvre de Klimt à se concentrer sur une femme enceinte, représentant toutes les deux Herma, l'un de ses modèles préférés. Il a été intitulé Vision par Klimt, mais est devenu célèbre sous le nom de Espoir II d'après l'œuvre précédente Espoir, qui est maintenant appelée Espoir I. Espoir II a été acquis par le Museum of Modern Art de New York en 1978. 

## Description
Klimt a peint Herma lourdement enceinte dans Espoir I en 1903, dans laquelle elle était représentée nue. Dans Espoir II, elle porte une robe longue ou un manteau orné de formes géométriques. Elle a de longs cheveux bruns et les yeux fermés, s'inclinant la tête vers ses seins nus et son abdomen en plein essor. Un crâne humain incongru apparaît attaché sur le devant de ses vêtements - peut-être un signe des dangers du travail, ou peut-être un memento mori (dans Espoir I, elle est également accompagnée d'un crâne et de plusieurs figures de mort). Au pied du tableau, trois femmes penchent également la tête en avant, comme étant en prière ou peut-être en deuil. 
La toile mesure 110 cm sur 110 cm. Les femmes occupent tout le tiers central du tableau, avec un fond moucheté d'or plus sombre de chaque côté. Les vêtements de la femme, décorés de feuilles d'or comme une œuvre byzantine et richement colorés et à motifs, mais plats comme une icône orthodoxe, contrastent avec les visages humains délicatement peints et profilés et la chair nue, ainsi qu'avec les tons plus sombres de l'arrière-plan. 

## Expositions de l'œuvre
Espoir II a été exposé au premier Kunstschau de Vienne en 1908. En raison de la nudité scandaleuse de sa figure centrale, L'Espoir I n'a lui pas été exposé avant le deuxième Kunstschau de Vienne l'année suivante. 
La peinture a été acquise par Eugenie Primavesi avant décembre 1914, et a été vendue à la fin des années 1930 par la Neue Galerie d'Otto Kallir ou par son successeur Vita Künstler. Elle est restée dans des collections privées jusqu'en 1978, date à laquelle elle a été vendue par Hans Barnas au Museum of Modern Art (MOMA) de New York.

## La modèle
Le modèle pour ce tableau était Herma, l'un des modèles préférés de Gustav Klimt. Klimt disait d'elle que « La jeune fille a un corps dont le derrière est plus beau et plus intelligent que le visage chez beaucoup d'autres. »,. Gustav Klimt s'était inquiété de ne plus la voir depuis un certain temps si bien que, la pensant souffrante, il décida d'envoyer quelqu'un prendre de ses nouvelles. Herma lui fit dire qu'elle n'était pas malade mais enceinte. Gustav Klimt lui dit alors que son état ne changeait rien à l'affaire et qu'elle se présente à son atelier.